# Егільсстадір
Егільсстадір (ісл. Egilsstaðir) — місто в східній частині Ісландії, розташоване неподалік від озера Лагарфльйоут.

## Загальні дані
Місто було засноване у 1947 році, коли навколишні сільські райони визнали, що воно стало регіональним центром обслуговування. Місто назване на честь ферми Егільсстадір, яка знаходиться недалеко від мосту через Лагарфльот, де сходяться всі основні дороги регіону, Кільцева дорога, а також основні шляхи Аустурланду.
Егільсстадір перетворився на найбільше місто Східної Ісландії та його головний службовий, транспортний та адміністративний центр. У місті є аеропорт, коледж та лікарня. Місто швидко зростало під час економічного буму в регіоні з 2004 по 2008 рік, пов'язаного з будівництвом ГЕС Fljótsdalur та алюмінієвого заводу Alcoa в Рейдарфьордюрі. Зростання помітно сповільнилося після банківського краху у 2008 році.

## Історія
У письмових джерелах Егільсстадір вперше згадується у 15 столітті як місце проведення законодавчих зборів. Найближча річка Ейвіндар згадується в «Сазі про синів Дроплауга» і «Сазі про жителів Флетсдалура».
Урбанізацію в Егільсстадірі можна простежити до Йона Бергссона (1855—1923), фермера, який заклав основу для розширення торгівлі та послуг на фермі Егільсстадір, збудувавши там великий житловий будинок на початку 20 століття. Будинок досі використовується як готель. Йон купив ферму Егільсстад наприкінці 19 століття через її місцезнаходження, коли він передбачив, що «Тут буде перехрестя», що виявилося далекоглядним.
Поряд з іншими Йон Бергссон також виступив з ініціативою створення кооперативу Kaupfélag Héraðsbúa (KHB) зі штаб-квартирою у 1909 році. У наступні роки були побудовані мости через річки Лагарфльот та Ейвіндара, а також прокладено дорогу через Фагрідалур до Рейдарфйордуру. Пізніше в Егільсстадірі був розташований регіональний штаб пошти та телефонних служб.
У 1947 році Егільсстадір був включений як місто та сільська юрисдикція Егільсстадахреппур, а сусідні юрисдикції Валлахреппур та Ейдахреппур приєдналися до нової юрисдикції. Незабаром місто виросло, і до 1980 року його населення перевищило 1000 чоловік. У 1987 році статус міста був підвищений до kaupstaður і перейменований на Егільсстабер, або місто Егільсстадір. На початку 2011 року населення становило 2 257 чоловік і збільшилося на 41 % проти 2001 року, коли було зареєстровано 1 600 чоловік.
7 червня 1998 року Егільсстадір був об'єднаний з Vallahreppur, Skriðdalshreppur, Eiðahreppur та Hjaltastaðarhreppur під назвою Austur-Hérað. Потім у 2004 році Austur-Hérað став Fljótsdalshérað. У 2020 році він приєднався до інших муніципалітетів та утворив Múlaþing.

## Відомі люди
- Г'ялмар Йонссон — футболіст збірної Ісландії.
- Маґнус Вер Маґнуссон — найсильніша людина світу (1991, 1994, 1995 і 1996 роки).